# Pimelodella spelaea
Pimelodella spelaea är en fiskart som beskrevs av Trajano, Reis och Bichuette 2004. Pimelodella spelaea ingår i släktet Pimelodella och familjen Heptapteridae. Inga underarter finns listade i Catalogue of Life.